# 阿斯特广场一号
阿斯特广场一号（One Astor Plaza）是位于美國纽约曼哈頓中城時報廣場的摩天大楼。建成于1972年，高745英尺（227米），共有54层，由德尔·斯卡特设计。该建筑位于百老汇1515号，介于44街、45街之间。之前阿斯特宾馆曾占据此位置。目前為派拉蒙全球的總部所在地。